# アルマン・デメ
アルマン・デメ（Armand Desmet、1931年1月23日 - 2012年11月17日）は、ベルギー、ワレヘム出身の元自転車競技（ロードレース）選手。

## 来歴
1958年
- E3プライス・フラーンデレン（後のE3・ハレルベーク）において、初代優勝者となった。
- ツール・ド・ベルギー 総合2位

1959年
- ツール・ド・ベルギー　総合優勝

1960年
- ブエルタ・ア・エスパーニャ 総合2位

1961年
- パリ〜ニース 区間1勝(第1)
- ツール・ド・ベルギー 総合2位
- リエージュ〜バストーニュ〜リエージュ 3位

1962年
- ルント・ウム・デン・ヘニンガー＝トゥルム において、初代優勝者となった。
- ジロ・デ・イタリア 総合10位、区間1勝(第7)
- ツール・ド・フランス 総合16位、第2bステージチームタイムトライアル勝利。
- ヘント〜ウェヴェルヘム 3位
- フレッシュ・ワロンヌ 4位

1963年
- ツール・ド・フランス 総合5位
- パリ〜ルーベ 5位

1964年
- ブエルタ・ア・エスパーニャ 区間1勝(第4)

1967年
- E3プライス・フラーンデレン 3位
- ツール・ド・ロマンディ 総合3位